# Икарус 213
Икарус 213 је југословенски, једномоторни једниокрилни нискокрилац дрвене конструкције са увлачећим стајним трапом чији је прототип у фабрици Икарус завршен 1948. године.

## Пројектовање и развој
Овај авион су пројектовали конструктори И. Шоштарић, С. Марјановић и Ћурчић, а прототип је направљен у Икарусу. Пошто је при тестирању показао боље особине од прототипа Икарус 212, донета је одлука да се овај авион направи у већем броју примерака. Авион је био потпуно дрвене конструкције нискокрилац са уграђеним линијским мотором Ренџер. Имао је увлачећи стајни трап са репним точком, код првог прототипа главни точкови су се увлачили унапред а већ код другог прототипа точкови су се увлачили са стране што је као повољније решење задржано у серијској производњи. Авион је био двосед са затвореном кабином у којој су седели један иза другог инструктор и ученик.

## Оперативно коришћење
Серијска производња овог авиона се одвијала у Фабрици авиона Утва из Панчева у периоду од 1950. до 1954. године. Популаран назив овог авиона је био Утва 213 Вихор. Укупно је направљено 170 примерака ових авиона и сви су се користили за прелазну обуку пилота у ратном ваздухопловству Југославије док их нису заменили модернији авиони металне конструкције Икарус/СОКО 522 са Прат Витни радијалним мотором.

## Особине авиона Икарус 213

### Опште карактеристике
- Мотор - 1 x 330 kW Ренџер SVG-770C-B1
- Елиса - двокрака променљивог корака,
- Размах крила - 11,00 m,
- Површина крила - 21,90
- Дужина авиона - 9,32 m,
- Висина авиона - 3,58 m,
- Тежина празног авиона - 1.300 kg,
- Максимална полетна тежинаљ - 2.400 kg,
- Посада - 2 члана.
- Наоружање - 2 митраљеза 7,92 mm, и 2 лаке бомбе по 50 kg испод крила
- Стајни трап - увлачећи

### Перформансе
- Максимална брзина - 287 km/h,
- Путна брзина - 242 km/h,
- Долет - 920 km,
- Плафон лета - 7.000

### Наоружање
- Стрељачко, - 2 митраљеза 7.92 mm МГ-15 са по 75 метака сваки
- Бомбе,  - 4 бомбе од 25 kg или 2 бомбе од 50 kg
- Ракете, - 2 ненавођене ракете ваздух-земља

## Земље које су користиле овај авион
| - Југославија-ФНРЈ/СФРЈ |